# ریکاردو پاتسالیا
ریکاردو پاتسالیا (ایتالیایی: Riccardo Pazzaglia؛ ‏ ۱۲ سپتامبر ۱۹۲۶ – ۴ اکتبر ۲۰۰۶) کارگردان فیلم، بازیگر، فیلم‌نامه‌نویس، روزنامه‌نگار و ترانه‌سرا اهل ایتالیا بود.
از فیلم‌هایی که وی در آن‌ها نقش داشته است، می‌توان به فارفالون اشاره نمود.